# Conus cloveri
Conus cloveri é uma espécie de gastrópode do gênero Conus, pertencente à família Conidae.